# Буддхи
Буддхи — санскритский термин, понятие в индийской философии обозначающее разум, интеллектуально-волевое начало. Один из элементов «внутреннего органа» антахкараны. Буддхи — это то, что даёт оценку идеям и мыслям. Инструментами получения информации и восприятия внешнего мира для буддхи выступают два других элемента антахкараны — манас («внешний ум») и ахамкара («эго»). Буддхи — это та часть человеческого сознания (читты), которая может постичь Бога. Другая часть читты, манас, привлекается внешними материальными формами и склонна подпадать под влияние ахамкары. Манас и ахамкара проявляются в пракрити из пуруши. Буддхи обладает способностью различать истинное от ложного и играет ключевую роль в достижении мокши в индуизме, и бодхи в буддизме.
Впервые термин буддхи упоминается в «Катха-упанишаде» (I.3), где в широко известной аллегории буддхи изображается возничим запряжённой пятью лошадьми колесницы. Вожжи здесь олицетворяют манас, лошади — пять чувств человека, а колесница — тело. Онтологически, буддхи отождествляется с хираньягарбхой («золотой зародыш», плававший в космических водах и давший начало жизни). Для индивидуальных живых существ (джив) буддхи это то же, что и хираньягарбха для неодушевлённого феномена материальной вселенной.